# Laguna Conguagua
La laguna de San Jorge - San José - Conguagua es una gran laguna amazónica boliviana de agua dulce que se encuentra entre los departamentos de Santa Cruz y Beni, aunque la mayor parte de su superficie queda en este último departamento (62 km²). Conguagua se encuentra a una altura de 160 m, cerca del río Grande y río Ibare.
Tiene unas dimensiones máximas de 15,03 km de largo por 6,09 km de ancho máximo y una superficie de exacta de 68,6 km². 
Se caracteriza por ser una laguna alargada. La laguna tiene un perímetro costero de 37 kilómetros.